# Остето (Фиренца)
Остето је насеље у Италији у округу Фиренца, региону Тоскана.
Према процени из 2011. у насељу је живело 12 становника. Насеље се налази на надморској висини од 569 м.